# Jane Caplan

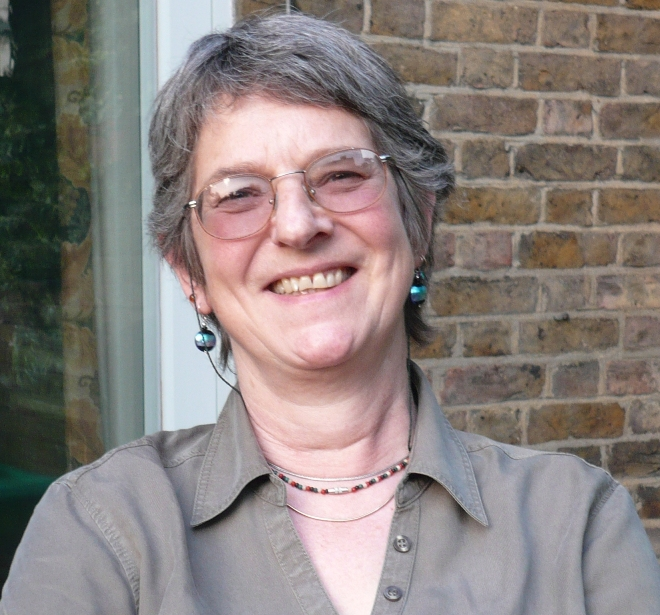
Jane Caplan, 2008

Jane Caplan (* 23. März 1945) ist eine britische Historikerin.

## Leben
Caplan erwarb in den 1960er/70er Jahren am Somerville College in Oxford ihren Bachelor- und Postgraduiertenabschluss. Nach ihrer Promotion im Jahr 1974 lehrte sie an der Universität Cambridge, wo sie als wissenschaftliche Mitarbeiterin von Arnold J. Toynbee arbeitete. Während ihrer Zeit in Cambridge half Caplan bei der Einrichtung eines der ersten britischen Studiengänge für Frauenforschung. Caplan siedelte in die Vereinigten Staaten über, wo sie Gastprofessorin an der Columbia University in New York wurde. Anschließend wechselte sie an das Bryn Mawr College in Pennsylvania und wurde dort Marjorie Walter Goodhart Professorin für Europäische Geschichte, eine Position, die sie bis 2004 innehatte. Im Jahr 2004 kehrte sie in das Vereinigte Königreich zurück und wurde Mitglied des Fachbereichs Geschichte an der Universität Oxford. Sie ist Gastprofessorin am Birkbeck, University of London, Gastprofessorin für Geschichte am Gresham College und Emeritus Fellow am St Antony’s College der Universität Oxford.
Ihre Schwerpunkte sind das nationalsozialistische Deutschland und die Geschichte der Dokumentation der individuellen Identität.

## Schriften (Auswahl)
- A Study of History. A New Edition, Revised and Abridged with Arnold J. Toynbee, Oxford University Press, Oxford 1972.
- Government without administration. State and civil service in Weimar and Nazi Germany. Oxford University Press, Oxford 1988.
- Written on the Body. The Tattoo in European and American History, Princeton University Press, London/Princeton 2000.
- Gabriele Herz, The Women’s Camp in Moringen. A Memoir of Imprisonment in Germany 1936–1937, Berghahn Books, New York/Oxford 2006, ISBN 978-1-84545-077-9.
- Nazi Germany, Oxford University Press, Oxford 2008.
- mit Nikolaus Wachsmann: Concentration Camps in Nazi Germany. The New Histories, Routledge, London 2010.
- mit John Torepy: Documenting Individual Identity. The Development of State Practises in the Modern World, Princeton University Press, Princeton 2011.